# Xã Nescopeck, Quận Luzerne, Pennsylvania
Xã Nescopeck (tiếng Anh: Nescopeck Township) là một xã thuộc quận Luzerne, tiểu bang Pennsylvania, Hoa Kỳ. Năm 2010, dân số của xã này là 1.155 người.